# Gare de Berlin Pichelsberg
La gare de Berlin Pichelsberg est une gare ferroviaire sur le réseau de S-Bahn à Berlin, située dans le quartier de Westend.

## Situation ferroviaire
La gare est située au point kilométrique 17,3 de la ligne suburbaine de Spandau (Spandauer Vorortbahn). C'est une petite gare de catégorie 5 d'après la classification allemande. Elle est dans la zone tarifaire B de Berlin-Brandebourg.

## Histoire
Le 5 septembre 1911, la gare de Pichelsberg est ouverte comme une gare de la ligne de banlieue reliant Berlin Westkreuz à Spandau. Selon les plans de l'architecte Ernst Schwartz, la construction est réalisée par le maître d'œuvre gouvernemental Lücking. Depuis l'électrification de la ligne en 1928, le fonctionnement de la S-Bahn est régulier. À l'occasion des Jeux olympiques d'été de 1936, l'architecte Fritz Hane procède à des rénovations majeures, avec un deuxième accès à l'extrémité ouest pour atteindre la Waldbühne. 

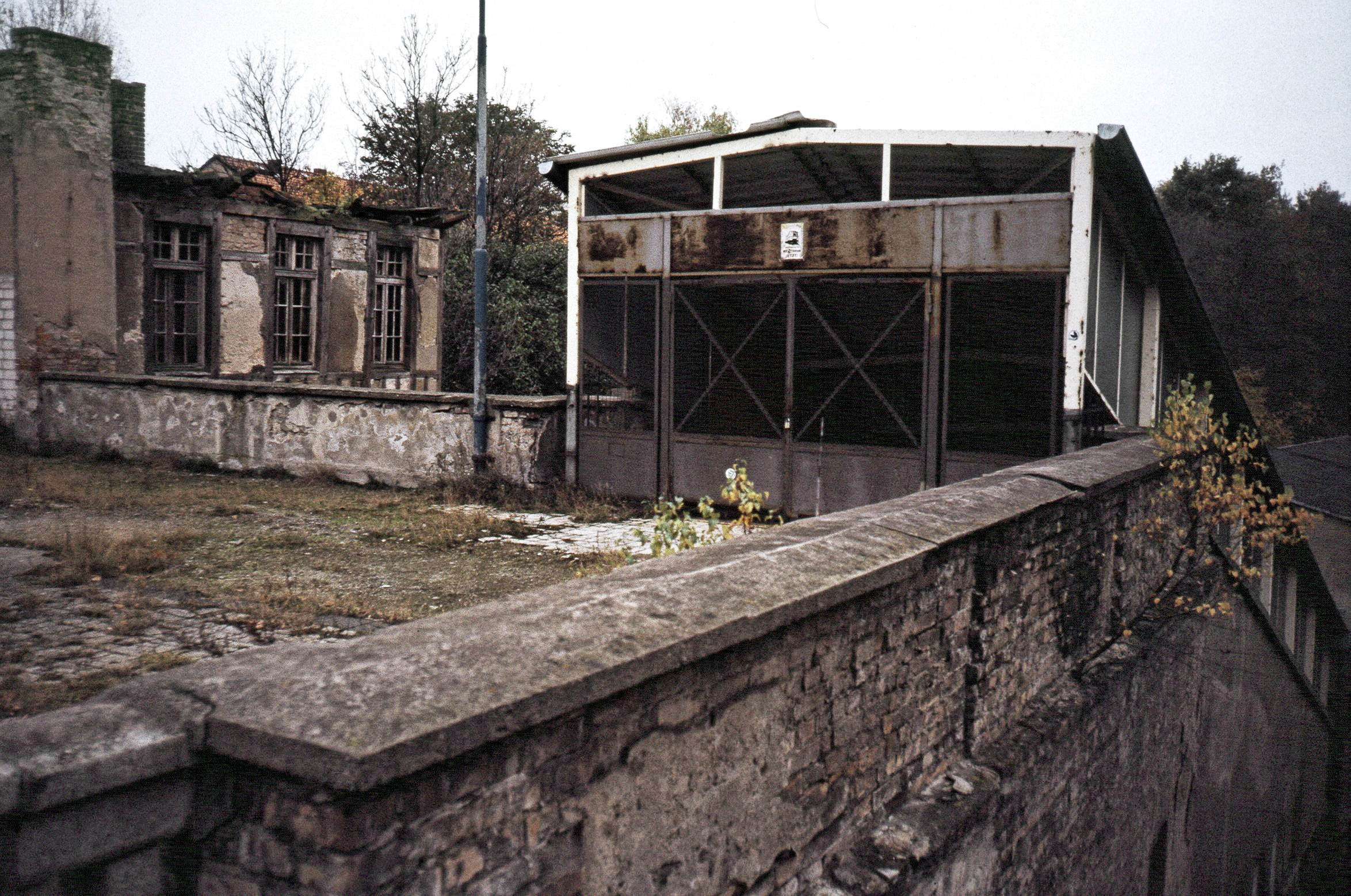
L'ancienne station fantôme en 1987.

Le bâtiment d'accueil, qui est gravement endommagé pendant la Seconde Guerre mondiale, est ensuite utilisé pendant quelques années dans un état de ruine conditionnellement réparé. Après la grève du Reichbahn en 1980, la ligne et la gare sont fermées. 
Avec une entrée nouvellement construite, la station rouvre le 16 janvier 1998. Plus tard, deux autres entrées sont ajoutées au côté nord-ouest, dont la branche nord relie la gare à la Glockenturmstraße et depuis 2012 l'accès à la patinoire locale. Cependant, les sentiers menant au clocher, au parc olympique de Berlin, à la Waldbühne et au Horst-Korber-Sportzentrum sont tous plus courts comme sorties au sud-est vers la Schirwindter Allee.

## Service des voyageurs

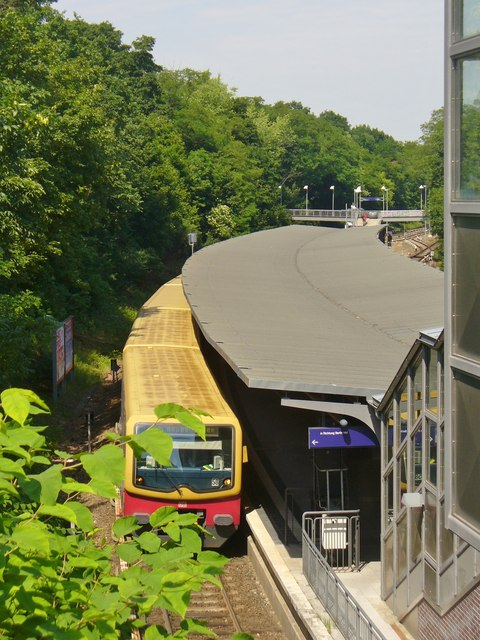
Vue sur la gare.

### Accueil
La gare est un point d'arrêt non géré en accès libre comprenant deux voies de chemin de fer et un quai central. Elle dispose d'un distributeur automatique de billets, de bandes podotactiles et d'un ascenseur ce qui en fait une gare accessible aux personnes à mobilité réduite.

### Desserte
La halte est desservie toutes les dix minutes alternativement par la ligne 3 et la ligne 9 du S-Bahn de Berlin.

### Intermodalité
La gare n'est pas en correspondance directe avec des lignes d'autres moyens de transport.